# Ingwær
Ingwær (també escrit Ingvar, Ivar o Ivarr) van ser un rei que van governar al segle x la Northúmbria conquerida pels vikings, anomenada Jòrvik. En la Crònica d'Æthelweard el seu nom apareix juntament amb els reis Eowils i Halfdan que van morir en la batalla de Tettenhal, però la Crònica anglosaxona l'esmenta.

## Biografia
Després de la victòria vikinga en la batalla del Holme l'any 902 i la derrota d'Æthelwold, tres germans anomenats Eowils, Halfdan i Ingwaer van reclamar el tron de Jòrvik i sembla que van aconseguir governar conjuntament. La població del Danelaw va augmentar amb l'arribada de vikings els 902 procedents de la comunitat de Dublín, d'on van ser expulsats. Durant la primera dècada del segle x, els vikings de Northúmbria i els vikings de l'Ànglia de l'Est van emprendre incursions en territori dels anglosaxons per posar a prova les forces d'Eduad el nou rei de Wessex. El 910 els tres reis van preparar un exèrcit per atacar Wessex, però van ser derrotats i, encara que van fugir, els soldats d'Eduard els van perseguir fins a donar-los captura a Tettenhall i acabar amb ells el 5 d'agost. Els tres reis hi van morir.

## Identificació
La identitat d'aquests tres reis és objecte de debat. No s'han trobat monedes que puguin datar els seus regnats. Tampoc no se sap del cert si van governar conjuntament o si es van repartir diferents regions del reialme. També podria ser que les fonts documentals de la seva època que els donen el títol de rei, estiguin equivocades i només fossin comandants de l'exèrcit.
Ingwær és conegut perquè és esmentat en la Crònica d'Æthelweard, que sembla una versió en llatí de la Crònica anglosaxona, o si més no descriu els mateixos fets, però en cap dels manuscrits de la Crònica anglosaxona consta el seu nom, encara que sí que hi són els dels seus companys Eowils i Halfdan. Aquests noms podrien ser els mateixos Ímar (Ivar), Auisle (Eowils) i Halfdan Ragnarsson, tres vikings que van estar actius a les illes britàniques durant el segle IX que eren germans; si això fos cert serien pertanyents a la nissaga dels Uí Ímair. Segons la historiadora Clare Downham, la coincidència és massa xocant com per no tenir-la en compte.